# Mercedes-Benz W236
Mercedes-Benz W236 (eller Mercedes-Benz CLE-klass) är en personbil som den tyska biltillverkaren Mercedes-Benz introducerade i juli 2023. Modellen ersätter både C-klass coupe/cabriolet och E-klass coupe/cabriolet.
Versioner:
| Modell    | Årsmodell | Motor                      | Cylindervolym | Effekt | Bränslesystem                      |
| --------- | --------- | -------------------------- | ------------- | ------ | ---------------------------------- |
| CLE220 d  | 2024-     | OM654: 4-cyl radmotor DOHC | 1993 cm³      | 200 hk | Common rail turbodiesel            |
| CLE200    | 2024-     | M254: 4-cyl radmotor DOHC  | 1999 cm³      | 204 hk | Direktinsprutning, turbo           |
| CLE300    | 2024-     | M254: 4-cyl radmotor DOHC  | 1999 cm³      | 258 hk | Direktinsprutning, turbo           |
| CLE300 e  | 2024-     | M254: 4-cyl radmotor DOHC  | 1999 cm³      | 313 hk | Direktinsprutning, turbo + elmotor |
| CLE450    | 2024-     | M256: 6-cyl radmotor DOHC  | 2999 cm³      | 381 hk | Direktinsprutning, turbo           |
| AMG CLE53 | 2024-     | M256: 6-cyl radmotor DOHC  | 2999 cm³      | 450 hk | Direktinsprutning, turbo           |

## Bilder

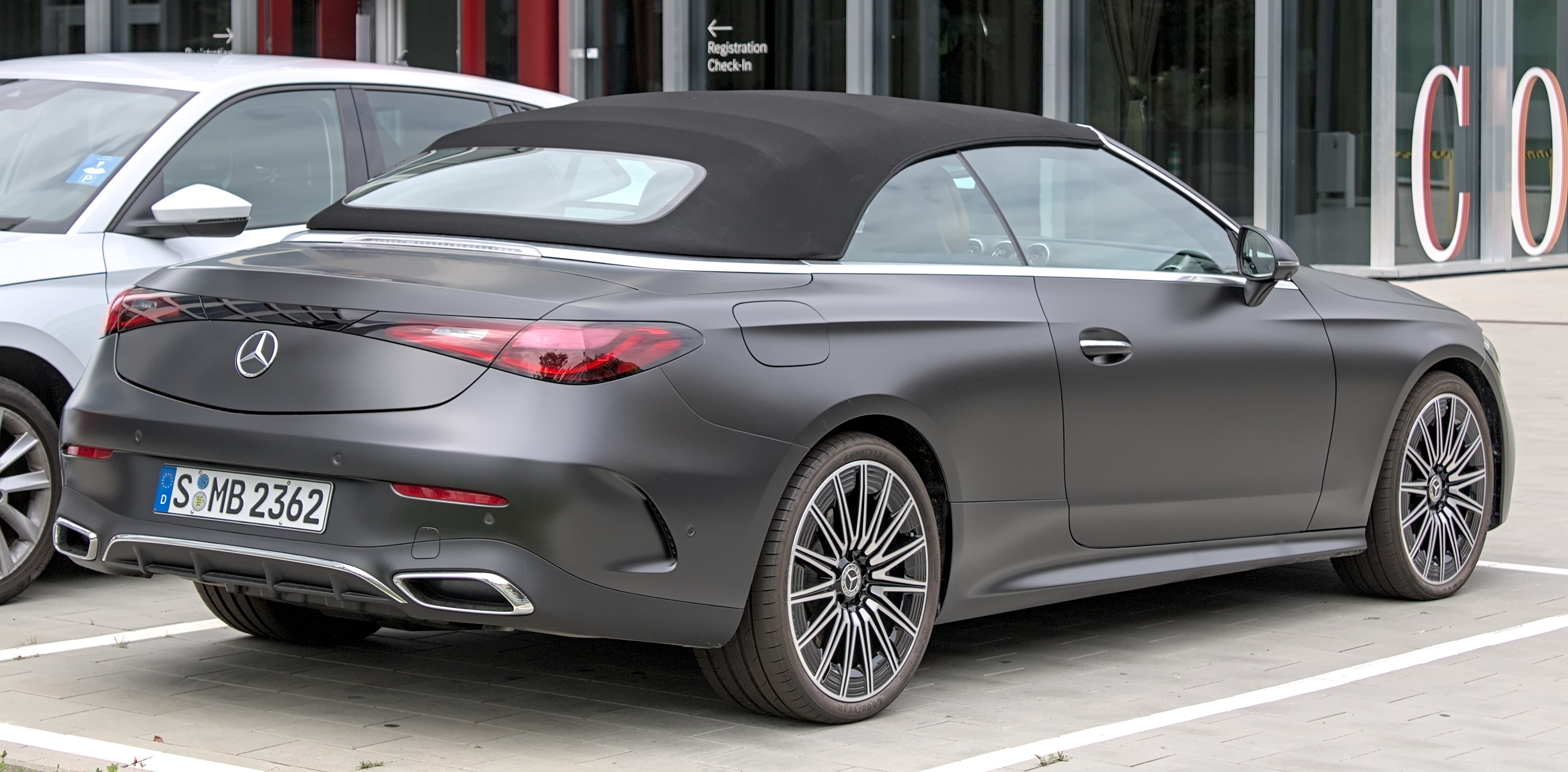
A236 cabriolet
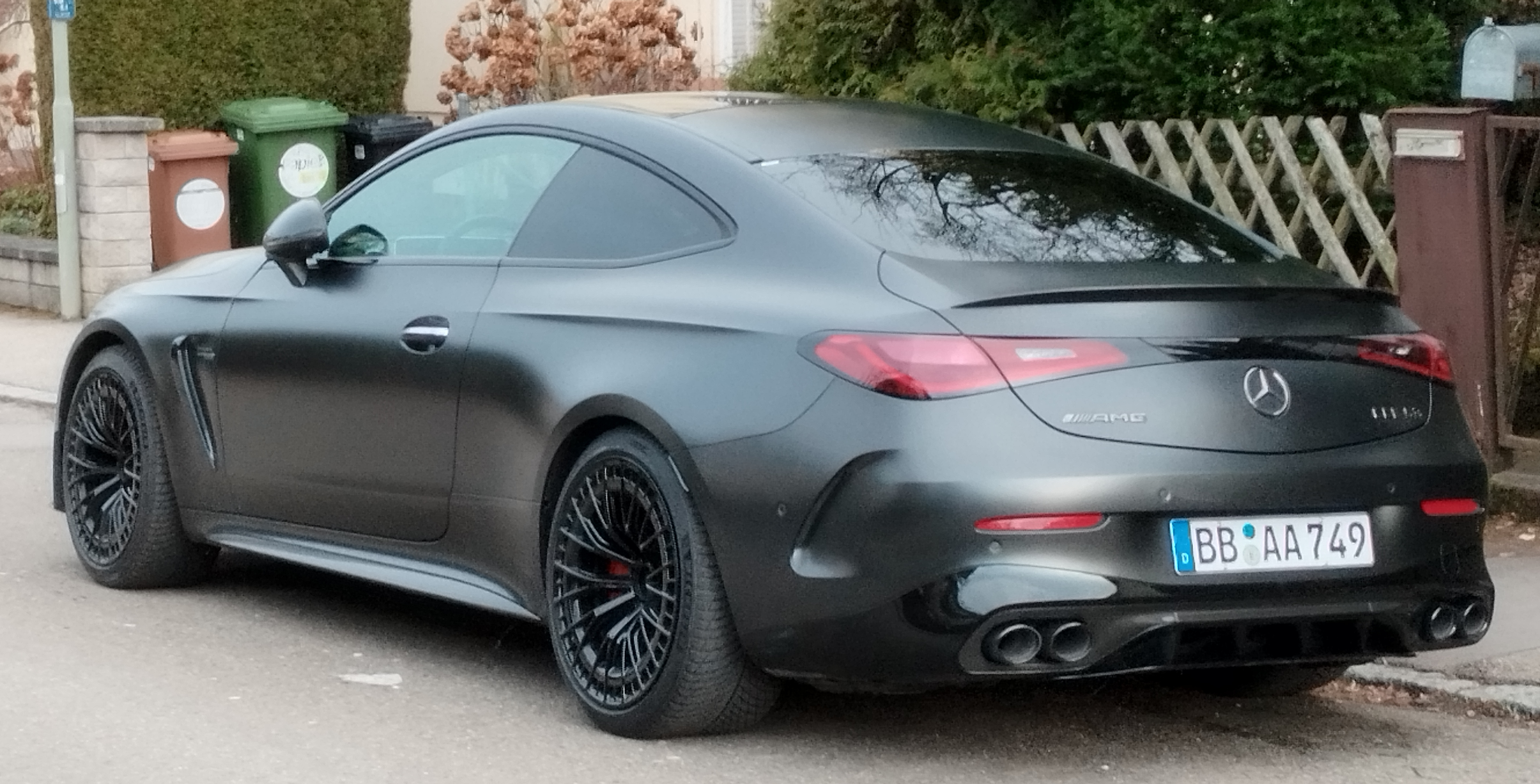
AMG CLE53